# 扁圆盘螺
扁圆盘螺（学名：Discus potanini）为内齿螺科圆盘螺属的动物，是中国的特有物种。分布于四川、甘肃、陕西等地，生活环境为陆地，主要栖息于高山地区较潮湿的灌木草丛中、石块落叶下以及土石缝隙中。其生存的海拔范围为2000至4000米。